# 浙江施氏
浙江施氏（チョルガンシし、절강시씨）は、朝鮮の氏族の一つ。本貫は中華人民共和国浙江省である。2015年の調査では2,011人である。
始祖は、壬辰倭乱時に明の行営中軍として参戦した武将の施文用である。施文用は、戦争で負傷したことから、戦後帰国することができず、慶尚北道に定住した。その後、施文用の子孫が本貫を浙江省として浙江施氏を創始した。